# ジョン・バーク (第2代メイヨー伯爵)
第2代メイヨー伯爵ジョン・バーク（英語: John Bourke, 2nd Earl of Mayo、1729年頃 – 1792年4月20日）は、アイルランド王国の貴族、政治家。1785年から1790年までネイス卿の儀礼称号を使用した。

## 生涯
初代メイヨー伯爵ジョン・バークとメアリー・ディーン（Mary Deane、1774年7月21日没、ジョセフ・ディーンの娘）の長男として、1729年ごろにキルデア県で生まれた。1747年10月27日にダブリン大学トリニティ・カレッジに入学、1751年にB.A.の学位を修得した。
1762年から1790年までネイス選挙区の代表としてアイルランド庶民院議員を務めた後、1790年12月2日に父が死去するとメイヨー伯爵の爵位を継承した。
1764年2月、マーガレット・リーソン（Margaret Leeson、1734年11月12日 – 1794年6月3日、初代ミルタウン伯爵ジョセフ・リーソンの娘）と結婚したが、2人の間に子供はいなかった。
1792年4月20日にダブリン近郊のブラックロックで病死、弟ジョセフ・ディーンが爵位を継承した。